# فيرساليز
تعد شركة فيرساليز (حتى 5 أبريل 2012) شركة فرعية مملوكة بالكامل لشركة إني و هي شركة متخصصة في إنتاج المواد الكيميائية. وهو ينتج الأوليفينات والعطريات ومشتقات الكلور والبولي إيثيلين والبوليسترين والإلاستومر . توظف الشركة حاليا حوالي 700 باحث و (بالاشتراك مع إيني) أكثر من 79000 شخص.  له أربعة أقسام رئيسية هي: المواد الكيميائية الأساسية والبولي ايثلين والستايرين واللدائن المرنة . تقوم الشركة بتسليم الوقود إلى محطة فوسينا للطاقة الهيدروجينية .

## الإدارة
اعتبارًا من ديسمبر 2017 ، كان رئيس مجلس الإدارة روبرتو كاسولا والرئيس التنفيذي هو دانييلي فيراري .

## روابط خارجية
الموقع الرسمي: https://www.versalis.eni.com